# Ellison Capers
Ellison Capers (ur. 14 października 1837 w Charleston, zm. 22 kwietnia 1908) – amerykański nauczyciel i teolog, generał Armii Konfederatów podczas wojny secesyjnej. Absolwent South Carolina Military Academy, później wykładał na tej uczelni.